# Роберт Ламот
Робертус Джуліанус Ламот (нід. Robertus Julianus Lamoot, 18 березня 1911, Остенде — 15 червня 1996) — бельгійський футболіст, що грав на позиції нападника, зокрема, за клуби «Дарінг» (Брюссель) та «Олімпік» (Шарлеруа), а також національну збірну Бельгії.
Дворазовий  чемпіом Бельгії. Володар кубка Бельгії.

## Клубна кар'єра
У футболі дебютував 1929 року виступами за команду «Остенде», в якій провів чотири сезони. 
Своєю грою за цю команду привернув увагу представників тренерського штабу клубу «Дарінг», до складу якого приєднався 1933 року. Відіграв за брюссельську команду наступні п'ять сезонів своєї ігрової кар'єри. За цей час став дворазовим  чемпіоном Бельгії і виграв кубок країни.
1938 року уклав контракт з клубом «Олімпік» (Шарлеруа), у складі якого провів наступні дев'ять років своєї кар'єри гравця. 
Завершив професійну ігрову кар'єру у клубі «Хейн-Сен-П'єр», за команду якого виступав протягом 1947—1949 років.

## Виступи за збірну
1933 року дебютував в офіційних матчах у складі національної збірної Бельгії. Протягом кар'єри у національній команді, яка тривала 7 років, провів у її формі 7 матчів, забивши 2 голи.
Був присутній в заявці збірної на чемпіонаті світу 1934 року в Італії, але на поле не виходив.
Помер 15 червня 1996 року на 86-му році життя.

## Титули і досягнення
- Чемпіон Бельгії (2):

«Дарінг» (Брюссель): 1935-1936, 1936-1937
- Володар кубка Бельгії (1):

«Дарінг» (Брюссель): 1934-1935